# Ото фон Кронберг
Ото фон Кронберг-Ешборн (на немски: Otto von Kronberg, Herr von Eschborn; † между 1250 и 1252) е рицар от род Кронберг, господар на замък Ешборн до Франкфурт на Майн и на замък Кронберг в Таунус над днешния град Кронберг в Хесен.
Той е син на тевтонския рицар Хартмуд I фон Ешборн († сл. 1223). Внук е на Валтер фон Ешборн/ I „фон Хешебурнен“ († пр. 1190).
Ото се мести през 1230 г. в новопостроения замък Бург Кронберг в Кронберг им Таунус и веднага се нарича фон Кронберг. От ок. 1250 г. клонът на рода се мести там. През 1252 – 1399 г. фамилията се дели на три крила: Кронен, Флюгел и Орен.

## Фамилия
Ото I фон Ешборн-Кронберг се жени за Агнес фон Крансберг († сл. 1273), дъщеря на Ебервин фон Крансберг, бургграф на Фридберг. Те имат децата:
- Франк IV фон Кронберг († 1279/1304), женен за Агнес фон Филбел, дъщеря на Рудолф фон Филбел († сл. 1251) и Ирментруд († сл. 1251)
- Хартмут III фон Кронберг († сл. 1255/сл. 1287); има пет деца
- Аделхайд фон Ешборн и Кронберг († сл. 1273/сл. 1276), омъжена за рицар Хартмут фон Заксенхаузен († 1292/6 декември 1302)
- Ото II/III фон Ешборн и Кронберг († сл. 1273/сл. 1278), женен за Агнес фон Ханау?
- Куно фон Ешборн и Кронберг († сл. 1288), женен за Гертруда фон Ешборн и Кронберг
- Хартмут/Ебервин фон Ешборн и Кронберг, каноник в „Св. Стефан“ в Майнц
- Юта фон Ешборн и Кронберг († 1301), омъжена за Гунтрум фон Улфа (* 1171/1291)